# Sonny Landreth
Sonny Landreth  (Canton, 1951. február 1. –) amerikai bluesgitáros. Clide Vernon „Sonny” Landreth a Louisiana állambeli Breaux Bridge-ben él.

## Pályafutása
Sonny Landreth az egyik legismertebb slide gitáros. Kifejlesztett egy eredeti technikát: a kisujja elhelyezkedése lehetővé teszi, hogy a többi ujja nagyobb mozgásteret kapjon a csúsztatás számára. Ismert az a sajátos jobbkezes megoldása is, amelyben a kopogtatásra is van lehetősége ujjaival.
Eric Clapton szerint technikailag valószínűleg ő a világ legjobb gitárosa.
Landreth számos előadóval játszott együtt (Bonnie Raitt, John Mayall, Bobby Charles, Mark Knopfler, Steve Conn, Mike Gordon, Bernie Worrell, Eric Clapton, Buddy Guy, a Gov’t Mule együttes); és persze saját szólólemezeit is rögzítette.

## Albumok
- 1992: Outward Bound
- 1993: Down in Louisiana
- 1995: South of I-10
- 1996: Blues Attack
- 2000: Levee Town
- 2003: The Road We're On
- 2005: Grant Street
- 2008: From the Reach
- 2012: Elemental Journey
- 2015: Bound by the Blues
- 2020: Blacktop Run

### Közreműködés
(válogatás, zárójelben, hogy kivel)
- 1988: Slow Turning (John Hiatt)
- 1991: Osez Joséphine (Alain Bashung)
- 1993: Carcassonne (Stephan Eicher)
- 1996: A Night in London (Mark Knopfler)
- 1998: Waltz of Wind (Ledward Kaapana)
- 2007: Crossroads Festival
- 2010: Crossroads Festival
- 2012: Slideshow (Ana Popović)

## Díjak
- 2005: Az év hangszerszólistája – Americana Award

## Filmek
- Sonny Landreth az IMDb-n